# Яселда
Яселда или Ясолда (на беларуски: Я́сельда, Ясольда; на руски: Ясельда, Ясольда) е река в Брестка област на Беларус, ляв приток на Припят, от басейна на Днепър Дължина 242 km. Площ на водосборния басейн 7790 km².
Река Яселда води началото си от блата, разположени източно от националния парк Беловежка гора, на 4 km северно от село Клепачи, на 168,6 m н.в. По цялото си протежение тече предимно в югоизточна посока през северозападната част на обширната и силно заблатена историко-географска област Полесие. Първите 39 km от течението ѝ са канализирани, а в останалите участъци силно меандрира. Там коритото ѝ е с ширина 10 – 40 m (максимална до 80 m). Долината ѝ е слабо изразена в релефа и е ширина от 2 – 4 km в горното течение до 6 – 8 km в долното. Има двустранно развита заливна тераса с ширина 0,8 – 1,2 km в средното течение и 1,5 – 6 km в долното. В средното си течение протича през езерото Споровско. Влива се отляво в река Припят (десен приток на Днепър), на 132,4 m н.в., на 4 km североизточно от село Кочановичи. Има смесено подхранване с преобладаване на снежното. Пълноводието ѝ продължава от март до май включително. Има ясно изразено лятно-есенно маловодие, нарушавано от епизодични прииждания в резултат на поройни дъждове. Среден годишен отток на 53 km от устието 16 m³/sec, в устието 35,8 m³/sec. Замръзва през ноември или декември, а се размразява през 2-рата половина на март или 1-вата половина на април. Чрез изградения Огински канал се свързва на север с река Шчара, ляв приток на Неман. На нея е разположен град Берьоза.